# Kostel Nanebevzetí Panny Marie (Mukařov)
Kostel Nanebevzetí Panny Marie v Mukařově v okrese Praha-východ je novogotický filiální kostel, spadající pod říčanskou římskokatolickou farnost. Stavba proběhla mezi lety 1890–1893 vedle původního gotického kostela ze 14. století. Kvůli zchátralosti byl tento středověký kostel roku 1890 zbourán a z peněz zejména knížete Jana II. z Lichtenštejna zbudován kostel v nynější podobě.

## Historie
První písemné zmínky o původním kostele pocházejí ze 14. století, konkrétně z roku 1318. Roku 1352 se dochovaly záznamy o zasvěcení kostela Panně Marii. Patrony kostela byly vladykové z Klučova, taktéž držitelé podacího práva. To připadlo roku 1402 rodině Mühlhausenů. Roku 1409 připadl kostel do vlastnictví kláštera augustiniánů kanovníků v Praze. Během husitských válek se stal kostel utrakvistickým, později taktéž luteránským. Tak vydržel až do bitvy na Bílé hoře roku 1620, kdy byl zkonfiskován rodině Smiřických a předán Albrechtu z Valdštejna. Roku 1624 byl kostel připojen k farnosti v Kostelci nad Černými lesy. Ke konci třicetileté války byl Mukařov vypálen Švédy a tím dočasně zanikla fara i s vesnicí. Tehdejší majitelka zdejších panství Marie Terezie Savojská připojila roku 1754 kostel k říčanské farnosti. V roce 1790 zde byla zřízena lokálie a roku 1855 došlo k obnovení samostatné farnosti. Roku 1890 se rozhodlo o zbourání kostela z důvodu zchátralosti.
Nový kostel se stavěl mezi lety 1890–1893 v novogotickém stylu. 13. srpna 1893 ho vysvětil pomocný pražský biskup Ferdinand Jan Nepomucký Kalous. Farním kostelem byl až do roku 2009. Poté byl převeden pod správu římskokatolické farnosti v Říčanech. V roce 1926 byla položena nová střešní krytina a mezi lety 2007–2009 proběhlo restaurování vnitřního vybavení.

## Popis

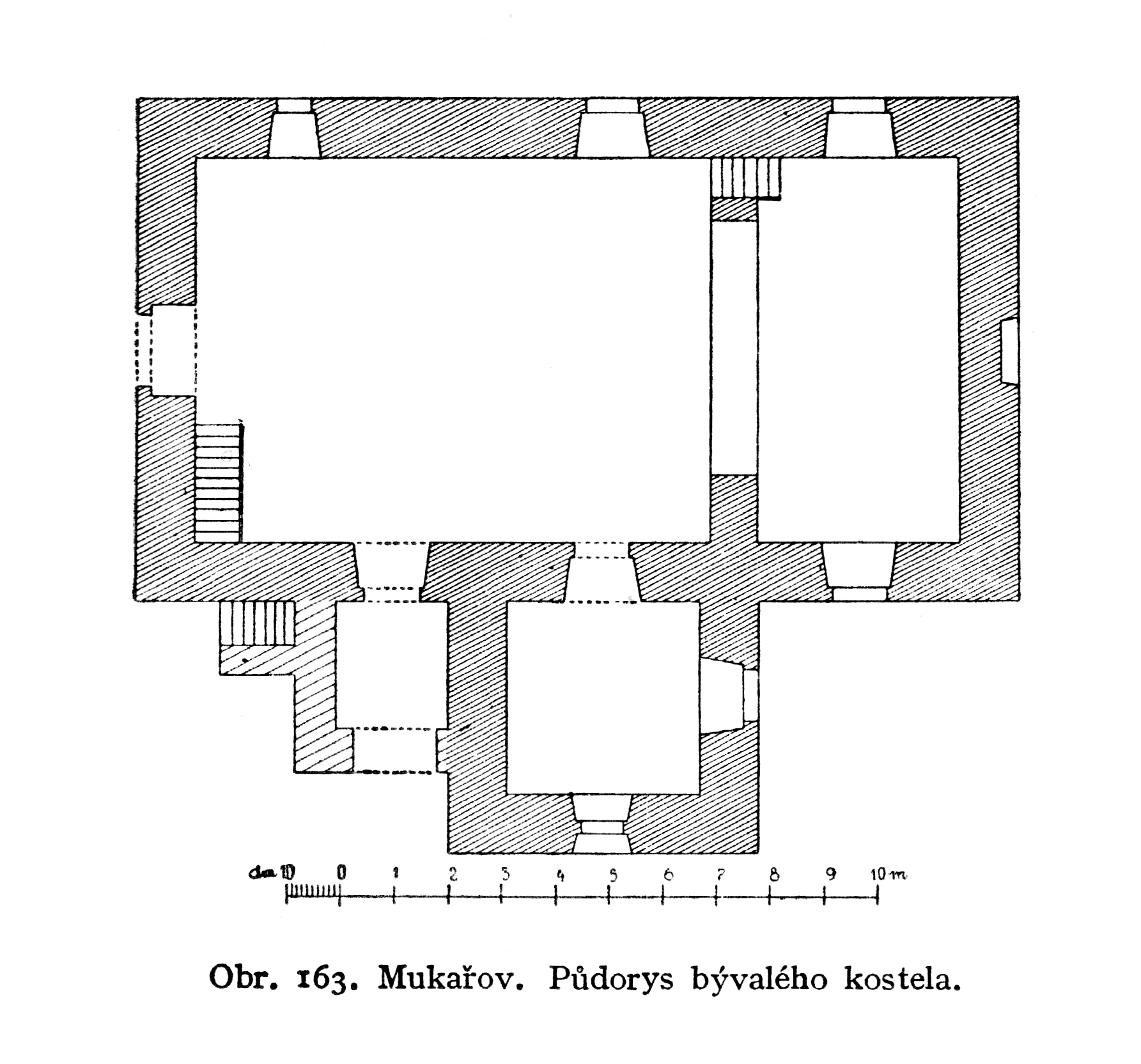
Půdorys původního kostela

### Původní kostel
Původní kostel obdélníkového půdorysu byl 16,3 metrů dlouhý a 9 metrů široký. Stál v areálu hřbitova a dle zvyklosti byl orientován od západu (hlavní vchod) k východu (hlavní oltář). K jižní straně lodi kostela přiléhala hranolová věž o velikosti 6x6,3 metrů, zakončená věžičkou. Nacházela se zde sakristie a hrobka. S lodí byla propojena dveřmi, nad kterými se našel vytesaný znak s nápisem: „Benda Hula z Srbína“. Presbytář dělil od zbytku lodi z cihel klenutý vítězný oblouk. Zdi hlavní lodi byly 130 centimetrů široké a zastřešeny byly sedlovou střechou. Původní gotický vstup se nacházel v jižní straně lodi vedle věže, později byl vybudován vstup nový v západní čelní straně kostela. Původně byl kostel vyšší, později se strop a klenba snižovala.
Při zkoumání kostela před jeho bouráním byly na stěnách nalezeny fragmenty staré malby. Předpokládáme, že byl kostel původně malován freskami. Kromě hlavního oltáře se v chrámu u severní zdi nacházela kazatelna a boční oltář svatého Jana Nepomuckého.

### Nový kostel
Novogotický kostel byl postaven na východ od areálu hřbitova a tvoří ho hlavní loď s obdélníkovým půdorysem, polygonální presbytář orientovaný k východu, věž a přístavky.

#### Exteriér
Na stranách hlavní lodi jsou symetricky na každé straně usazena tři velká obdélná okna s lomenou klenbou. Jsou tvořena vitrážemi, které sem byly usazeny v pozdějších dobách. K zastřešení je použita polovalbová střecha, z východu zakončená štítem. Presbytář je od lodi oddělený a pokrývá ho valbová střecha. V každé stěně polygonálního prostoru má okno s lomenou klenbou. Dvě z nich, s vyobrazením Panny Marie a svatého Jana Křtitele, jsou původní, darované knížetem Janem II. z Lichtenštejna. Z jihu k presbytáři přímo přiléhá čtvercová sakristie s malým vstupním přístavkem. Do prostoru narthexu se vstupuje v jihozápadní části kostela přes otevřený vstupní přístavek s jednoduchým portálem ukončeným lomenou klenbou. Na konci přístavku se nachází samotný vstup pomocí portálu. Ostění je zdobeno klenáky a vrcholí stlačeným obloukem. Samotný narthex přiléhá k hlavní lodi ze západu a leží nad ním kúr, který dosahuje stejné výšky jako hlavní loď. Ze západní strany ho prosvětluje vysoké okno s lomenou klenbou. Oba prostory jsou zastřešeny pultovou střechou. V severozápadním rohu kostela stojí hranolová třípatrová věž s jehlanovitou střechou a makovicí. První dvě podlaží mají malá štěrbinová okna. Třetí patro má na každé straně jedno obdélné okno zakončené lomeným obloukem. Podlaží jsou zvenčí vizuálně oddělena římsami. Římsy podtrhují taktéž jednotlivé úrovně celého kostela. Ten je umístěn na soklu. Na nárožích vystupuje ze zdi armatura z žulových kvádrů.

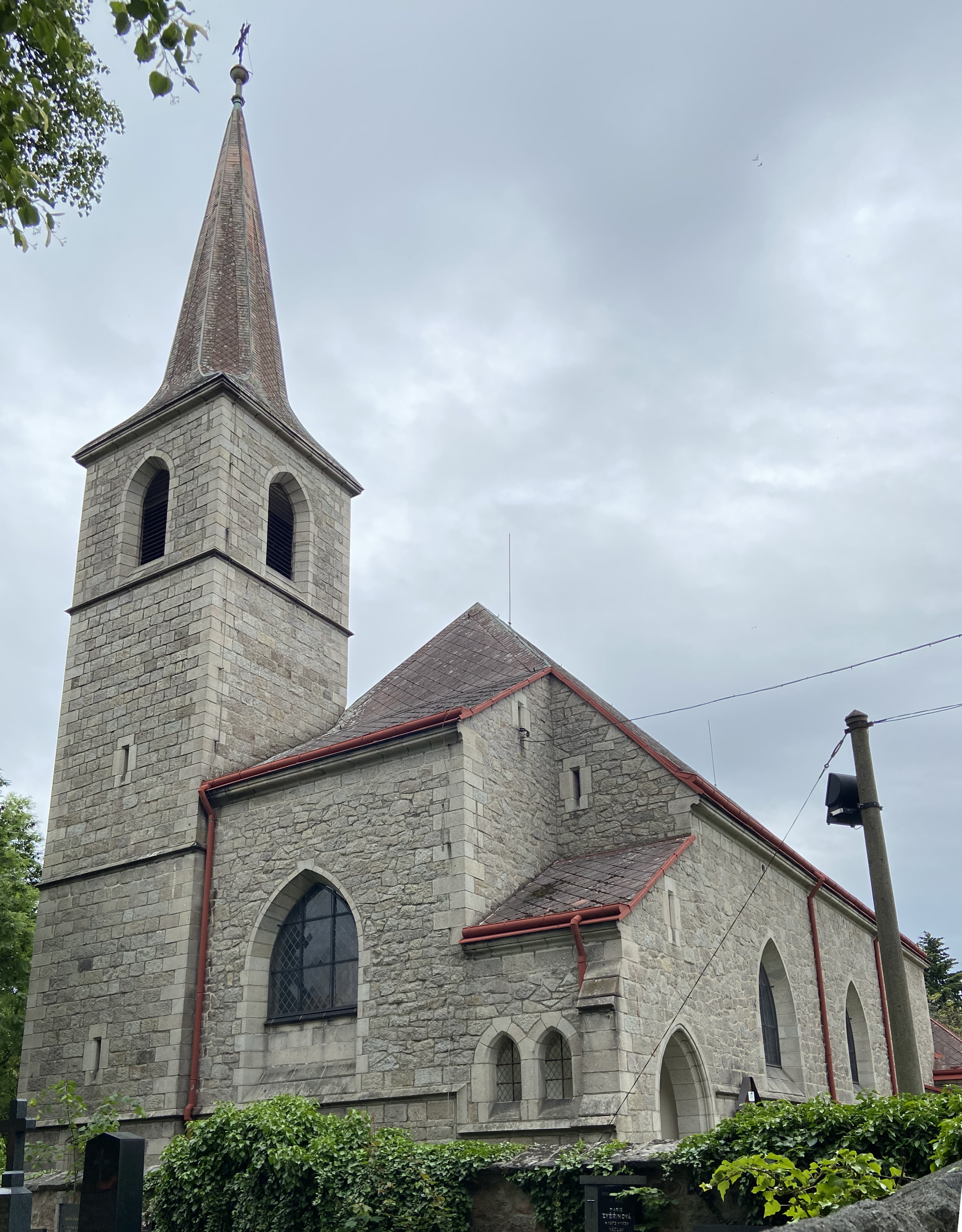
Nový kostel
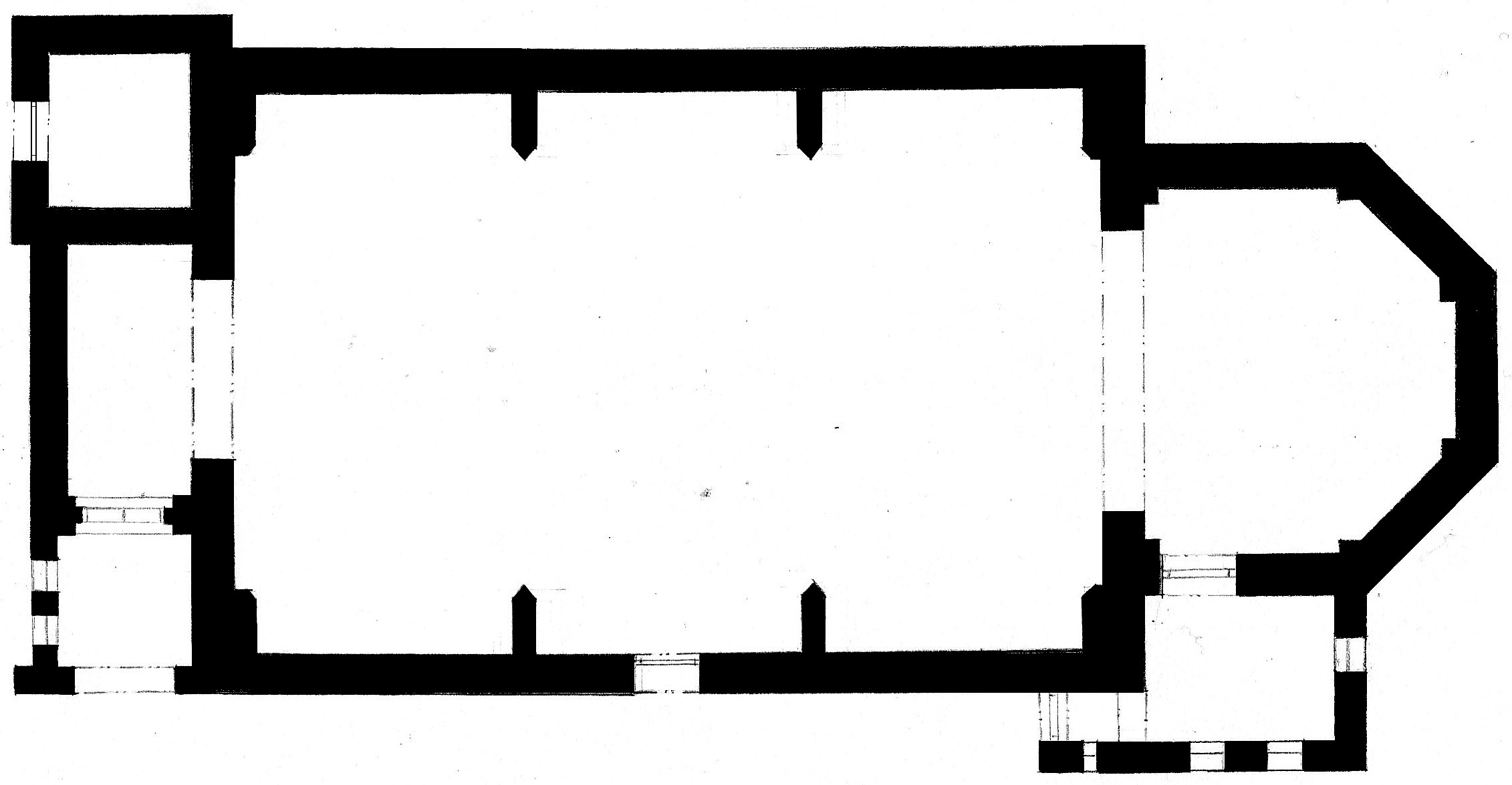
Půdorys nového kostela

#### Interiér

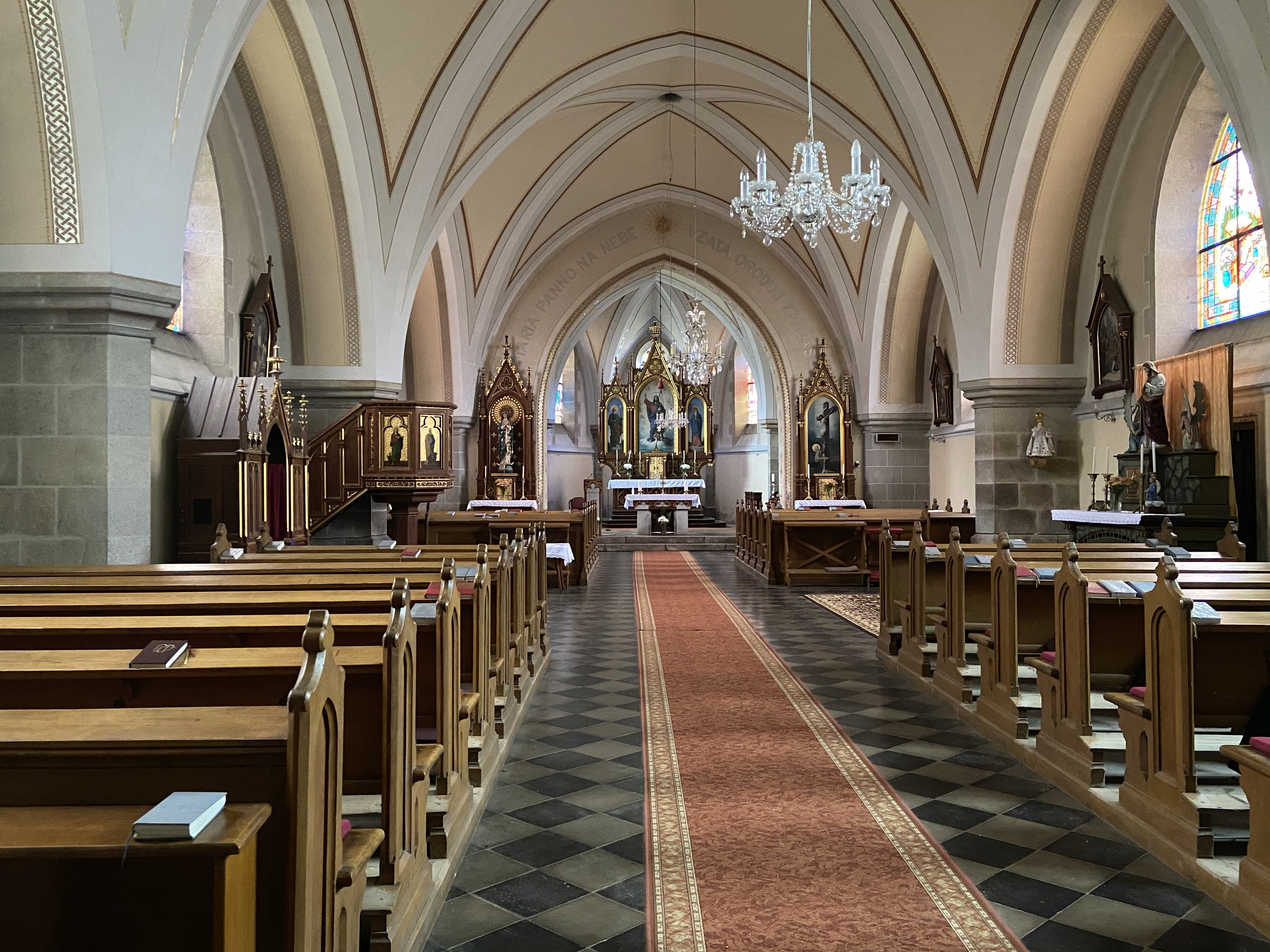
Interiér nového kostela

Celým interiérem hlavní lodi prochází křížová klenba. Ta je uchycena do masivních opěrných pilířů z žulových kvádrů. V presbytáři jsou pilíře subtilnější, vyvýšen je o dva schody a od lodi ho dělí lomený vítězný oblouk s nápisem: „MARIA PANNO, NA NEBE VZATÁ, ORODUJ ZA NÁS!“. Žebra klenby jsou malována bíle s okrasnými stříbrnými, červenými a zlatými pruhy s ornamenty. Prsa klenby jsou žlutá.
Všechny řezbářské práce, včetně oltářů, kazatelny i zpovědnice, obstaral Petr Bušek ze Sychrova ke vzniku kostela. Kromě hlavního oltáře se po stranách vítězného oblouku v lodi nacházejí také oltáře vedlejší. Všechny jsou tvaru archy a bez křídel. Malby na oltářích zhotovil Jan Heřman (1893). Kazatelna i zpovědnice se nacházejí u severní strany lodi. Ve stejný rok jako řezbářské práce Petra Buška byly Josefem Rejnou a Josefem Černým vyhotoveny varhany. V roce 1896 věnoval Jan Vlk na památku své sekundice kostelu mariánský oltář, který byl umístěn na severní stranu lodi proti vchodu. Na oltáři byla socha Panny Marie, nyní je na něm plastika sv. Terezie z Lisieux.
Západně od kostela leží budova bývalé fary.

## Zajímavosti

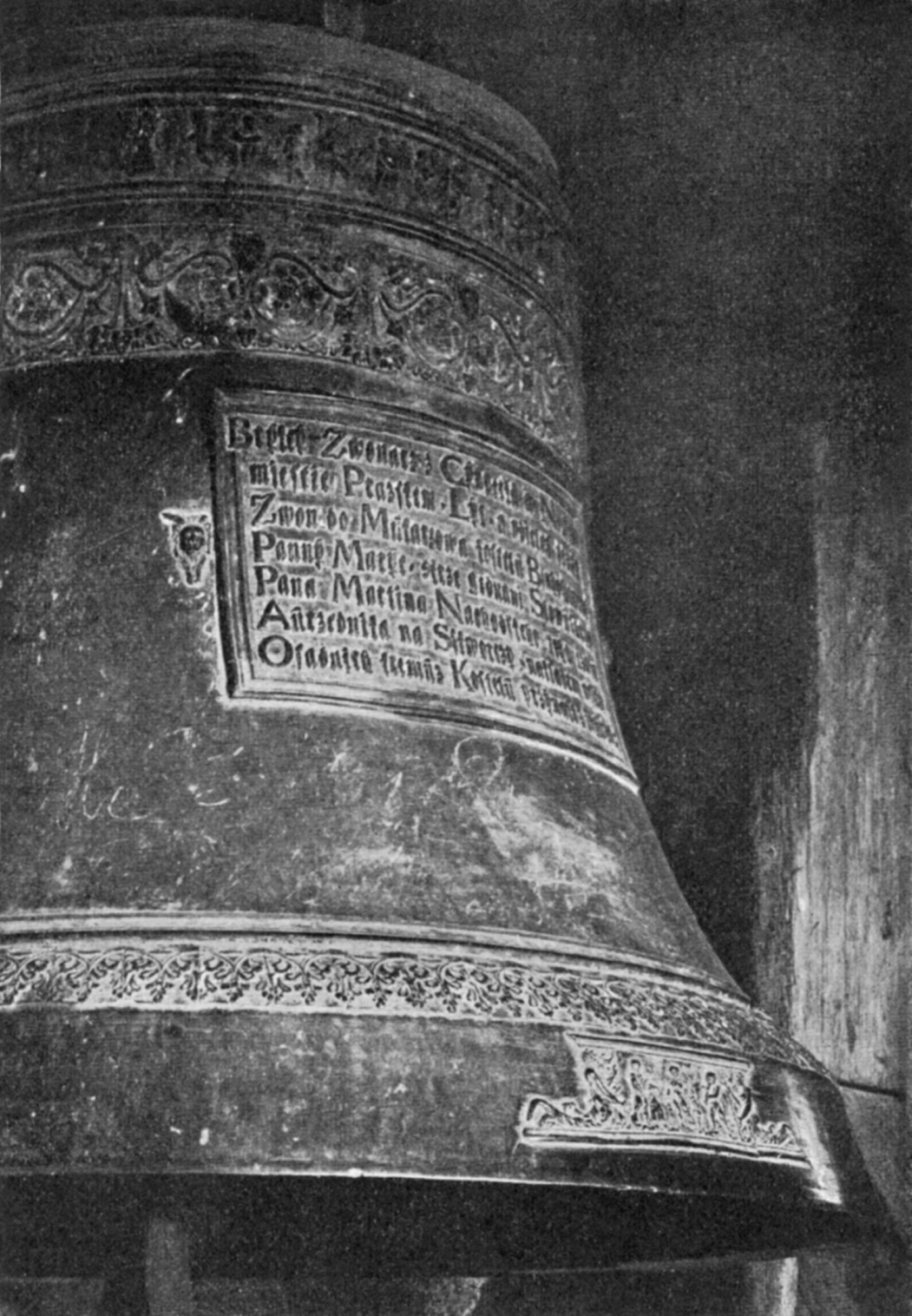
Dochovaný renesanční zvon z roku 1573

Při bourání starého kostela byly ve všech rozích obdélné stavby nalezeny kameny s důlky. V každém z nich se nacházel z olova ulitý symbol vždy jednoho ze čtyř evangelistů.
Z původního kostela se dochovala část výbavy. Nejzajímavějším a nejstarším předmětem je renesanční zvon ulitý zvonařem Brikcím z Cimperka roku 1573. Nachází se na něm erb rodiny Smiřických.
Žulový kámen na stavbu kostela byl dovezen z dolů v bezprostředním okolí Mukařova. To je jasně viditelné na fasádě kostela, která je tvořena pouze masivními žulovými kvádry.